# 西藏七年 (電影)
《西藏七年》（英語：Seven Years in Tibet）是一部1997年首映的美國傳記片，內容根據奥地利登山运动员海因里希·哈勒的同名自傳而改編。電影由法国导演让-雅克·阿诺執導，布拉德·皮特和大衛·休里斯主演。
電影與原書一樣，以二战伊始的1939年開場，後轉而描述哈勒于1944年至1951年这七年间在西藏生活的经历。

## 剧情
1939年，两位奧地利藉的纳粹德国人員海因里希·哈勒（布拉德·皮特飾）和彼得·奥弗施奈特（大衛·休里斯飾）以纳粹党徒的身份来到英屬印度攀登喜马拉雅山。由于德国和英国的宣战，二人在登山时被印度的英国殖民军抓获并囚禁了5年，在1944逃出俘虜營後前往青藏高原。
因西藏於戰時屬於中立，故二人選擇逃到了西藏拉萨。他们一路上被西藏人民驱赶，因为西藏人民认为外国人是邪恶的，会给西藏带来危险，因此，西藏禁止外国人入内。但他们却通过伪装，偷偷的溜进圣城拉萨，最后被曾任西藏政府噶倫的擦绒·达桑占堆收留。在西藏期间，哈勒有幸与西藏的精神领袖第十四世达赖喇嘛结识，并成为了他的亲密无间的朋友和老师。在这几年里，哈勒受西藏政府官员的供养，衣食无忧。

## 製作
該片的主體拍攝於1996年9月30日開始，拍攝地包含阿根廷、智利和加拿大。

### 拍攝地點
由于中国政府阻止《西藏七年》的制作，该片绝大部分场景取自阿根廷與尼泊尔等地。片中的拉薩外景是阿根廷安地斯山脈山腳下拍攝。在发行两年后，导演才透露，曾有两名摄影师秘密抵達西藏，並拍摄了一些胶片。

## 爭議
这部电影对历史的描述是非常片面和主观的，该片的导演让-雅克·阿诺以及主演布拉德·皮特、大衛·休里斯被禁止入境中国。但在2014年，布拉德·皮特陪同妻子安吉丽娜·朱莉到中国宣传新片《沉睡魔咒》。
该片的另一个争议之处在于把西藏政府的谈判首席代表阿沛·阿旺晋美刻画成一个见风使舵、投靠强权的反面人物。片中的人物原型阿沛·阿旺晋美则辩解，当时西藏人口稀少，士兵沒受過訓練，沒有武器，不能與解放军打仗。阿沛看过此片后表示：“除了有的小问题可能接近事实，其余全部都不符合事实”。

## 外部連結
- 互联网电影数据库（IMDb）上《西藏七年》的资料（英文）
- AllMovie上《西藏七年》的资料（英文）
- Box Office Mojo上《西藏七年》的資料（英文）
- 爛番茄上《西藏七年》的資料（英文）
- Metacritic上《西藏七年》的資料（英文）
- Seven Years in Tibet - a profound story of spiritual transformation （页面存档备份，存于） （英文）
- 香港外語電影資料網上《西藏七年 （页面存档备份，存于）》的資料 （繁體中文）
- 開眼電影網上《火線大逃亡 （页面存档备份，存于）》的資料 （繁體中文）